# Švábov (železniční zastávka)
Švábov je železniční zastávka v obci Švábov v okrese Jihlava. Zastávka byla otevřena v roce 1887.

## Provozní informace
Zastávka má jedno jednostranné hranové nástupiště.[zdroj?] V zastávce není možnost zakoupení si jízdenky a trať procházející zastávkou je elektrizovaná střídavým proudem 25 kV, 50 Hz. Provozuje ji Správa železnic.

## Doprava
Zastavují zde pouze osobní vlaky, které jezdí do Jihlavy, Tábora a Dobronína. Dále zde projíždějí rychlíky.

## Tratě
Zastávkou prochází tato trať:
- Havlíčkův Brod – Jihlava – Veselí nad Lužnicí (SŽCZ 225)